# Holland-on-Sea
Holland-on-Sea lub Little Holland – osada w Anglii, w Esseksie. W 1931 roku civil parish liczyła 780 mieszkańców.